# مانیوو
مانیوو (به لاتین: Maneyevo) یک منطقهٔ مسکونی در روسیه است که در باشقیرستان واقع شده‌است.